# خلف بيغلوي سفلي
خلف‌ بيغلوي سفلي هي قرية في مقاطعة خدا أفرين، إيران. عدد سكان هذه القرية هو 161 في سنة 2006.